# Mistrovství světa v orientačním běhu 1979
8. mistrovství světa v orientačním běhu proběhlo ve dnech 2. až 4. srpna 1979. Pořadatelskou zemí bylo Finsko. Hlavním dějištěm závodů tehdy bylo západní město finska Tampere které leží mezi jezery Näsijärvi a Pyhäjärvi. V mužské kategorii startovalo 78 závodníků a v ženské 69 závodnic z 21 zemí světa. Ve štafetových závodech běželo 19 mužských čtyřčlenných a 17 ženských tříčlenných štafet. Běželo se na mapách s názvy Kuru a Ruovesi. Československo reprezentovali: Jaroslav Kačmarčík, Petr Uher, Zdeněk Lenhart, Ticháček Jiří, Pavel Ditrych, Nováková Svatava, Anna Gavendová-Handzlová, Dobruše Janotová a Keclíková Kateřina.

## Individuální závod
| Muži                                     | Muži                                     | Muži                                     | Muži                                     | Muži                                     | Ženy                                    | Ženy                                    | Ženy                                    | Ženy                                    | Ženy                                    |
| ---------------------------------------- | ---------------------------------------- | ---------------------------------------- | ---------------------------------------- | ---------------------------------------- | --------------------------------------- | --------------------------------------- | --------------------------------------- | --------------------------------------- | --------------------------------------- |
| - Traťové parametry: 15,1 km, 16 kontrol | - Traťové parametry: 15,1 km, 16 kontrol | - Traťové parametry: 15,1 km, 16 kontrol | - Traťové parametry: 15,1 km, 16 kontrol | - Traťové parametry: 15,1 km, 16 kontrol | - Traťové parametry: 8,3 km, 10 kontrol | - Traťové parametry: 8,3 km, 10 kontrol | - Traťové parametry: 8,3 km, 10 kontrol | - Traťové parametry: 8,3 km, 10 kontrol | - Traťové parametry: 8,3 km, 10 kontrol |
| Umístění                                 | Země                                     | Jméno                                    | Čas                                      | Ztráta                                   | Umístění                                | Země                                    | Jméno                                   | Čas                                     | Ztráta                                  |
|                                          | Norsko                                   | Øyvin Thon                               | 1:36:07                                  |                                          |                                         | Finsko                                  | Outi Borgenströmová                     | 0:59:13                                 |                                         |
|                                          | Norsko                                   | Egil Johansen                            | 1:37:17                                  | + 0:01:10                                |                                         | Finsko                                  | Liisa Veijalainenová                    | 0:59:47                                 | + 0:00:34                               |
|                                          | Norsko                                   | Tore Sagvolden                           | 1:37:27                                  | + 0:01:20                                |                                         | Norsko                                  | Monica Anderssonová                     | 1:02:31                                 | + 0:03:18                               |
| 12.                                      | Československo                           | Jaroslav Kačmarčík                       | 1:48:42                                  | + 0:12:35                                | 17.                                     | Československo                          | Svatava Nováková                        | 1:10:11                                 | + 0:10:58                               |
| 14.                                      | Československo                           | Pavel Ditrych                            | 1:50:21                                  | + 0:14:14                                | 22.                                     | Československo                          | Dobruše Janotová                        | 1:13:44                                 | + 0:14:31                               |
| 17.                                      | Československo                           | Jiří Ticháček                            | 1:50:57                                  | + 0:14:50                                | 24.                                     | Československo                          | Anna Handzlová                          | 1:14:06                                 | + 0:14:53                               |
| 21.                                      | Československo                           | Zdeněk Lenhart                           | 1:52:58                                  | + 0:16:51                                | 31.                                     | Československo                          | Kateřina Keclíková                      | 1:19:09                                 | + 0:19:56                               |

## Výsledky štafetového závodu
| Muži                                                                                       | Muži                                                                                       | Muži                                                                                       | Muži                                                                                       | Muži                                                                                       | Ženy                                                                  | Ženy                                                                  | Ženy                                                                  | Ženy                                                                  | Ženy                                                                  |
| ------------------------------------------------------------------------------------------ | ------------------------------------------------------------------------------------------ | ------------------------------------------------------------------------------------------ | ------------------------------------------------------------------------------------------ | ------------------------------------------------------------------------------------------ | --------------------------------------------------------------------- | --------------------------------------------------------------------- | --------------------------------------------------------------------- | --------------------------------------------------------------------- | --------------------------------------------------------------------- |
| - Traťové parametry: 1. úsek 10,1 km / 2. úsek 10,1 km / 3. úsek 10,1 km / 4. úsek 10,1 km | - Traťové parametry: 1. úsek 10,1 km / 2. úsek 10,1 km / 3. úsek 10,1 km / 4. úsek 10,1 km | - Traťové parametry: 1. úsek 10,1 km / 2. úsek 10,1 km / 3. úsek 10,1 km / 4. úsek 10,1 km | - Traťové parametry: 1. úsek 10,1 km / 2. úsek 10,1 km / 3. úsek 10,1 km / 4. úsek 10,1 km | - Traťové parametry: 1. úsek 10,1 km / 2. úsek 10,1 km / 3. úsek 10,1 km / 4. úsek 10,1 km | - Traťové parametry: 1. úsek 7,6 km / 2. úsek 7,6 km / 3. úsek 7,6 km | - Traťové parametry: 1. úsek 7,6 km / 2. úsek 7,6 km / 3. úsek 7,6 km | - Traťové parametry: 1. úsek 7,6 km / 2. úsek 7,6 km / 3. úsek 7,6 km | - Traťové parametry: 1. úsek 7,6 km / 2. úsek 7,6 km / 3. úsek 7,6 km | - Traťové parametry: 1. úsek 7,6 km / 2. úsek 7,6 km / 3. úsek 7,6 km |
| Umístění                                                                                   | Země                                                                                       | Jméno                                                                                      | Čas                                                                                        | Ztráta                                                                                     | Umístění                                                              | Země                                                                  | Jméno                                                                 | Čas                                                                   | Ztráta                                                                |
|                                                                                            | Švédsko                                                                                    | Rolf Pettersson Kjell Lauri Lars Lönnkvist Björn Rosendahl                                 | 4:12:52                                                                                    |                                                                                            |                                                                       | Finsko                                                                | Leena Silvennoinenová Leena Salmenkyläová Liisa Veijalainenová        | 3:00:13                                                               |                                                                       |
|                                                                                            | Finsko                                                                                     | Seppo Keskinarkaus Hannu Kottonen Risto Nuuros Ari Anjala                                  | 4:27:37                                                                                    | + 0:14:45                                                                                  |                                                                       | Norsko                                                                | Anne Berit Eidová Astrid Carlsonová Brit Voldenová                    | 3:01:38                                                               | + 0:01:25                                                             |
|                                                                                            | Československo                                                                             | Petr Uher Zdeněk Lenhart Jiří Ticháček Jaroslav Kačmarčík                                  | 4:39:26                                                                                    | + 0:26:34                                                                                  |                                                                       | Švédsko                                                               | Anna-Lena Axelssonová Karin Rabeová Monica Anderssonová               | 3:02:26                                                               | + 0:02:13                                                             |
|                                                                                            |                                                                                            |                                                                                            |                                                                                            |                                                                                            | 4.                                                                    | Československo                                                        | Svatava Nováková Anna Handzlová Dobruše Janotová                      | 3:02:43                                                               | + 0:02:30                                                             |

## Medailová klasifikace podle zemí
Úplná medailová tabulka:
| Umístění | Země           | Zlato | Stříbro | Bronz | Součet |
| -------- | -------------- | ----- | ------- | ----- | ------ |
|          | Finsko         | 2     | 2       | 0     | 4      |
|          | Norsko         | 1     | 2       | 1     | 4      |
|          | Švédsko        | 1     | 0       | 2     | 3      |
| 4.       | Československo | 0     | 0       | 1     | 1      |